# Comuna Taboriv, Skvîra
Taboriv (în ucraineană Таборів) este o comună în raionul Skvîra, regiunea Kiev, Ucraina, formată din satele Ciubînți și Taboriv (reședința).

## Demografie
Componența lingvistică a comunei Taboriv
     Ucraineană (96,02%)
     Rusă (3,86%)
     Alte limbi (0,12%)
Conform recensământului din 2001, majoritatea populației comunei Taboriv era vorbitoare de ucraineană (96,02%), existând în minoritate și vorbitori de rusă (3,86%).